# Candy la super viziosa
Candy la super viziosa (Candy Goes to Hollywood) è un film pornografico  diretto e sceneggiato da Gail Palmer nel 1979.
È il seguito della pellicola Le avventure erotiche di Candy.

## Trama
L'ingenua e "svampita" Candy Christian si reca a Hollywood per sfondare nel mondo del cinema ma viene invece presa sotto l'ala protettrice di uno squallido scopritore di talenti deciso a sfruttarla per il proprio tornaconto personale.

## Produzione
Fanno parte del cast attori noti dell'epoca, come John Leslie, Richard Pacheco e Sharon Kane; oltre alla cantante punk rock Wendy O. Williams. La protagonista, Carol Connors, è la stessa del primo film della serie, sempre girato da Gail Palmer, una delle poche registe donne a lavorare nel mondo del porno negli anni '70 e '80.